# پروستتیک رکوردز
پروستتیک رکوردز (انگلیسی: Prosthetic Records) یک ناشر موسیقی آمریکایی مستقر در لس آنجلس، کالیفرنیا است که از سال ۱۹۹۸ آغاز به کار کرد.